# Mesoleptus propinquus
Mesoleptus propinquus är en stekelart som först beskrevs av Forster 1876.  Mesoleptus propinquus ingår i släktet Mesoleptus och familjen brokparasitsteklar. Inga underarter finns listade i Catalogue of Life.